# Х'юстон Динамо
Х'юстон Динамо (англ. Houston Dynamo) — професіональний футбольний клуб з Х'юстона (США), що грає у Major League Soccer – вищому футбольному дивізіоні США і Канади. Х'юстон Динамо був заснований у 2005 році, коли за рішення власників клубу «Сан-Хосе Ерсквейкс» гравці та тренери цієї команди були переведені до Х'юстона. Х'юстон не успадкував досягнень Сан-Хосе, а отримав статус нової команди. В перші два сезони своїх виступів у лізі команда ставала чемпіоном МЛС (2006, 2007). Згодом команда двічі була фіналістом Кубка МЛС.

## Досягнення
- Кубок МЛС
  - Переможець (2): 2006, 2007
  - Фіналіст (2): 2011, 2012
- Відкритий кубок США
  - Переможець (2): 2018, 2023
- Supporters' Shield
  - 2-ге місце (1): 2008
- Західна конференція
  - Переможець Плей-оф (2): 2006, 2007
  - Переможець у Регулярному сезоні (1): 2008
- Східна конференція
  - Переможець Плей-оф (2): 2011, 2012
- Північноамериканська СуперЛіга:
  - Фіналіст: 2008
- Інші трофеї
  - Texas Derby Переможець (6): 2006, 2007, 2009, 2011, 2012, 2016
  - Dynamo Charities Cup Переможець (5): 2009, 2010, 2013, 2015, 2016
  - Carolina Challenge Cup Переможець (3): 2006, 2007, 2015
  - Ліга резерву МЛС Переможець (2): 2008, 2012
  - Desert Diamond Cup  Переможець: 2017
  - Texas Pro Soccer Festival Переможець: 2008